# Santiago Benítez
Pour les articles homonymes, voir Benitez.
Santiago Benítez (né en 1903 au Paraguay et mort en 1997) fut joueur international de football paraguayen, qui évoluait en défense.

## Biographie
Il a joué durant sa carrière à l'Olimpia Asunción, club de la capitale paraguayenne. 
Il est l'un des joueurs clés de l'équipe du Paraguay à la coupe du monde 1930 en Uruguay, avec d'autres cadres de l'équipe tels que Luis Vargas Peña, Aurelio González, Romildo Etcheverry, Delfín Benítez Cáceres, Pedro Benítez ou encore Francisco Aguirre.